# Casa y jardines Van Vleck
La Casa y jardines Van Vleck, en inglés: Van Vleck House & Gardens, es un edificio histórico y jardín botánico de 5.8 acres (2.3 hectáreas), que se encuentra en Montclair, NJ 07042, Nueva Jersey. 

## Localización
Se ubica a unos 45 minutos de Manhattan. 
Van Vleck House & Gardens 21 Van Vleck Street, Montclair, Essex county, New Jersey NJ 07042, United States of America-Estados Unidos de América
Planos y vistas satelitales.40°49′20″N 74°12′43″O / 40.82222, -74.21194
- Promedio anual de lluvias: 1118 mm.
- Altitud: 100 m s. n. m.

Se cobra entrada de admisión.

## Historia
La casa principal, construida en 1916 por Joseph Van Vleck Jr. como una villa mediterránea, está disponible para eventos de organizaciones sin fines de lucro. La propiedad ha estado en manos de la familia Van Vleck hasta 1993, cuando fue donada a la Fundación "The Montclair Foundation".
Iniciada por George R. Harris, Lcdo., y financiado por las señoras Katharine Russell Lyman y Edmund R. Stearns, la Fundación "The Montclair Foundation" fue creada en abril de 1979. Los fundadores, que eran unos pocos cohesionados por la Sra. Virginia Sawtelle, apoyaron la creación de esta organización sin fines de lucro en la comunidad de Montclair. 
La organización fue realizada tomando como modelo a otras fundaciones comunitarias de éxito, tal como la "New York Community Trust". Los fundadores pronto se unieron con otros ciudadanos de Montclair interesados en formar un consejo de administración, que ha crecido en número en los últimos años y cuyo compromiso con la comunidad se ha mantenido firme con una serie de programas educativos.

## Colecciones
En este jardín botánico alberga actualmente numerosas plantas silvestres, árboles y arbustos, que representan a unos cientos de especies, cultivares, y variedades.
Entre las diversas secciones de los jardines son de destacar :
- Courtyard Garden
- Carriage House & Greenhouses
- Rock Garden , rocalla
- Formal Garden,
- Woodlands Garden (Jardines arbolados), con diversas especies arbóreas tal como Acer palmatum, Acer platanoides, Acer pseudoplatanus, Acer rubrum, Acer saccharum, Sophora japonica, Betula populifolia, Betula papyrifera, Cedrus atlantica, Cedrus libani,
- Butterfly Garden
- Around the House
- Mother’s Garden & Upper Lawn
- Flower & Water Garden
- Rhododendron & Azalea’s garden, con las especies Rhododendron carolinianum, Rhododendron fortunei, Rhododendron indicum, Rhododendron keiskei, Rhododendron maximum, Rhododendron yakushimanum, Rhododendron calendulaceum, Rhododendron obtusum, Rhododendron mucronatum, Rhododendron schlippenbachii, Rhododendron vaseyi, Rhododendron luteum, Rhododendron prinophyllurn, además de numerosos cultivares e híbridos muchos de ellos nombrados por miembros de la familia Van Vleck.
- Azalea Walk
- Rear Garden (Jardín trasero), con un gran ejemplar de Wisteria sinensis que fue plantada en 1939 y sube en torno a los pilares del pórtico trasero de la casa.
- The Drying Yard
- Tennis Court Pergola